# Ивайло Спиридонов
Ивайло Велинов Спиридонов е български полицай, главен комисар от МВР.

## Биография
Роден е на 15 ноември 1967 г. в град София. Завършва висшето си образование във Висшето транспортно училище „Тодор Каблешков“. През 1993 г. влиза в системата на МВР като разузнавач в сектор „Криминална полиция“ при трето районно управление в София. През 1995 г. става разузнавач в 9-о районно управление. Две години по-късно е преназначен на същата длъжност в 09 районно управление. От 1996 г. до 2014 г. последователно е преминал през следните длъжности в Столична дирекция на вътрешните работи – разузнавач в сектор „Убийства“, началник на същия сектор, началник на отдел „Криминална полиция“, заместник-директор и временно назначен на длъжността директор на СДВР. През лятото на 2014 г. е назначен за директор на Дирекция „Противодействие на криминалната престъпност“ в Главна дирекция „Национална полиция“, като същевременно е и заместник-директор на Главна дирекция „Национална полиция“. От февруари 2015 г. е назначен за директор на Главна дирекция за борба с организираната престъпност при МВР. На 26 юни 2020 г. оставката му е поискана и той я дава, когато се установява, че началника на отдел „Наркотици“ в ГДБОП Цветан Панков и на сектора Кирил Ванков работят с престъпна група за разпространение на наркотици.